# Gojsalići
Gojsalići es un pueblo ubicado en la municipalidad de Kladanj, en el cantón de Tuzla, Bosnia y Herzegovina.

## Superficie
Posee una superficie de 5,82 kilómetros cuadrados.

## Demografía
Hasta 2013 la población era de 292 habitantes, con una densidad de población de 50,2 habitantes por kilómetro cuadrado.